# Monica Westén
Monica Westén (Suecia, 15 de marzo de 1966) es una atleta sueca retirada especializada en la prueba de 400 m vallas, en la que ha conseguido ser medallista de bronce europea en 1990.

## Carrera deportiva
En el Campeonato Europeo de Atletismo de 1990 ganó la medalla de bronce en los 400 m vallas, con un tiempo de 54.75 segundos, llegando a meta tras la soviética Tatyana Ledovskaya (oro con 53.62 s) y la suiza Anita Protti (plata).
En el Campeonato Europeo de Atletismo en Pista Cubierta de 1994 finalizó quinta en los 800 metros, con un tiempo de 2:04.11 segundos.